# Flottille du Lac de Constance

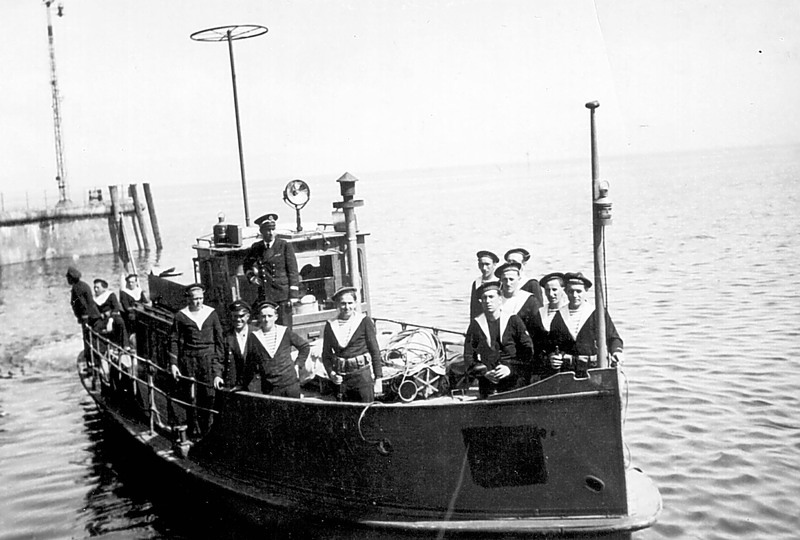
Das Dienstschiff Buchhorn war 1945 in der Flottille du Lac de Constance.

Die Flottille du Lac de Constance („Bodensee-Flottille“) war ein kleiner Verband der französischen Marine auf dem Bodensee in der französischen Besatzungszone von 1945–1948.

## Geschichte
Ende April 1945 besetzte die französische 1. Armee innerhalb weniger Tage die Region nördlich und östlich des Bodensees und verbot jeden deutschen Schiffsverkehr und auch den Querverkehr der neutralen schweizerischen Schiffe. Ein Teil der ehemals „Weißen Flotte“ wurde von der Armee beschlagnahmt und einige als Kriegsbeute („prise de guerre“) nach Frankreich verbracht. Der erste Einsatz deutscher Bodenseeschiffe durch die französische Truppe war der Transport von Soldaten der Infanterie ab Überlingen und Immenstaad nach Lindau am 2. Mai 1945, um den schnell vorrückenden motorisierten Einheiten folgen zu können.

### Der „Secteur Maritime du Lac de Constance“
Im August 1945 erhielt die französische Marine den Auftrag zur Überwachung des Bodensees durch die „Flottille du Lac de Constance“ im „Secteur Maritime du Lac de Constance“, so die Bezeichnung dieses Frontabschnitts, mit den folgenden Marinebasen:
- Nonnenhorn (Hauptquartier)
- Kressbronn (Befehlsstelle und Hauptbasis im Werfthafen der Bodan-Werft)
- Lindau (Nebenbasis und Marineinfanterie)
- Konstanz (Nebenbasis)
- Bregenz (Station)
- Stadigrasse (Station)
- Langenargen (Marineinfanterie)
- Allmannsdorf (Marineinfanterie)
- Konstanz-Staad (Marineinfanterie)
- Immenstaad („Base de l’Aéronautique Navale „Z“ d’Immenstaad“) Die Wasserflugzeug-Basis war in der Torpedoversuchsanlage Seewerk Immenstaad der Luftschiffbau Zeppelin stationiert. In der Bucht[3] waren außer fünf Motorbooten vier einmotorige Schwimmerflugzeuge des Typs Latécoère 298 der Staffel 3S aus Saint-Mandrier[4] stationiert, die Immenstaad bereits am 15. Mai 1945 erreichten. Ihren Auftrag, den Bodensee aus der Luft zu überwachen, konnten sie bald nicht mehr erfüllen, weil zwei Maschinen beim Starten und Tanken zerstört wurden und die dritte mit dem Staffelkapitän abstürzte. Am 1. September 1946 wurde die BAN „Z“ aufgelöst und nach Cuers verlegt.[5]
- Section „T“. Diese Abteilung der Marine mit Sitz in Kressbronn hatte den Auftrag, alle deutschen Betriebe, Institute und militärische Einrichtungen, die Marineforschung betrieben, zu durchsuchen. Die Marine nationale war besonders an den Forschungen folgender Einrichtungen am Bodensee interessiert: Askania-Werke in Konstanz (Torpedos, Bomben), die Labore der Kriegsmarine in Kressbronn (Unterwasser-Akustik) und Frankenthal (Turbinenversuche) und das Gerätewerk („Seewerk“) bei Immenstaad (akustische Torpedos). Verwertbare Forschungen, Geräte, Produkte und Materialien wurden beschlagnahmt und zur Auswertung nach Frankreich gebracht. Das bezog sich auch auf spezielle Wissenschaftler und Ingenieure („La chasse aux savants allemands“)[6] Örtlich gebundene Versuchseinrichtungen wurden von der Besatzungsmacht mit dem vorhandenen Material und Wissen des deutschen Personals weiter betrieben, teils bis 1948. So lagerten im „Seewerk“ Hunderte Torpedos, nicht nur aus deutscher Produktion, und allein in Friedrichshafen waren etwa 100 deutsche Spezialisten in französischen Diensten.

Die „Flottille“ umfasste schwankend bis zu 40 meist kleinere Einheiten („Vedettes“). Zehn Wasserfahrzeuge stellte die Marine selbst. Die restlichen waren beschlagnahmte deutsche Dienstboote, Boote der Wasserschutzpolizei, Passagiermotorboote, Privatboote und fünf große Schiffe: Die Autofähre Konstanz wurde gelegentlich als Truppentransporter genutzt, Schwaben (St-Corenthin) und Oesterreich als Versuchsschiffe, die Baden als schwimmendes Casino und das Flaggschiff Deutschland (Rhin et Danube) als Vergnügungsschiff für die Offiziere aller Waffengattungen. Personell gehörten dem „Secteur Maritime du Lac de Constance“ neun Offiziere, 45 Unteroffiziere, 159 Gefreite und Matrosen sowie 19 Gendarme an.

### Die „Flottille du Lac de Constance“
Im Dezember 1946 wurde der „Secteur Maritime du Lac de Constance“ auch offiziell umbenannt in „Flottille du Lac de Constance“ und in die „Forces Maritimes du Rhin“ (FMR) eingegliedert. Sie verlor schnell an Bedeutung und war im Januar 1948 mit allen Untergliederungen endgültig verschwunden. Die noch vorhandenen deutschen Boote und Schiffe wurden zurückerstattet, die französischen und das Personal in die FMR versetzt. Wegen der neuen politischen Lage des Kalten Kriegs wurde die FMR 1949 umbenannt in „Formations Maritimes du Rhin“, die am 28. Oktober 1966 vollständig aufgelöst worden sind.

### Geschichte derLachs
Nur bei wenigen Booten der Flottille lässt sich die Geschichte noch so rekonstruieren wie bei der Lachs. Das Fischereiaufsichtsboot wurde 1938 von der Kröger-Werft in Warnemünde, Baunummer 597, erbaut und dem Heimathafen Ziegenort zugeteilt. 1940 wurde es von der Kriegsmarine übernommen und als Motorboot C 109 zur Vorbereitung des Unternehmen Seelöwe in der Marinehafen-Abteilung Calais und 1942 in der 5. Flottillenstammabteilung eingesetzt. Noch im selben Jahr erfolgte die Verlegung zum Fischereiamt Bregenz am Bodensee. Nach dem Einmarsch der französischen Truppen 1945 wurde das Motorboot von der französischen Marine beschlagnahmt, umbenannt und als Vedette Héron (B 4) in der Flottille du Lac de Constance in Dienst gestellt. Als diese aufgelöst wurde, übernahm die Wasserschutzpolizei Lindau um 1950 das Boot und nannte es Polizeiboot Zander. 1963 wurde es an einen privaten Eigner in Lindau verkauft.